# 阿赫图宾斯克

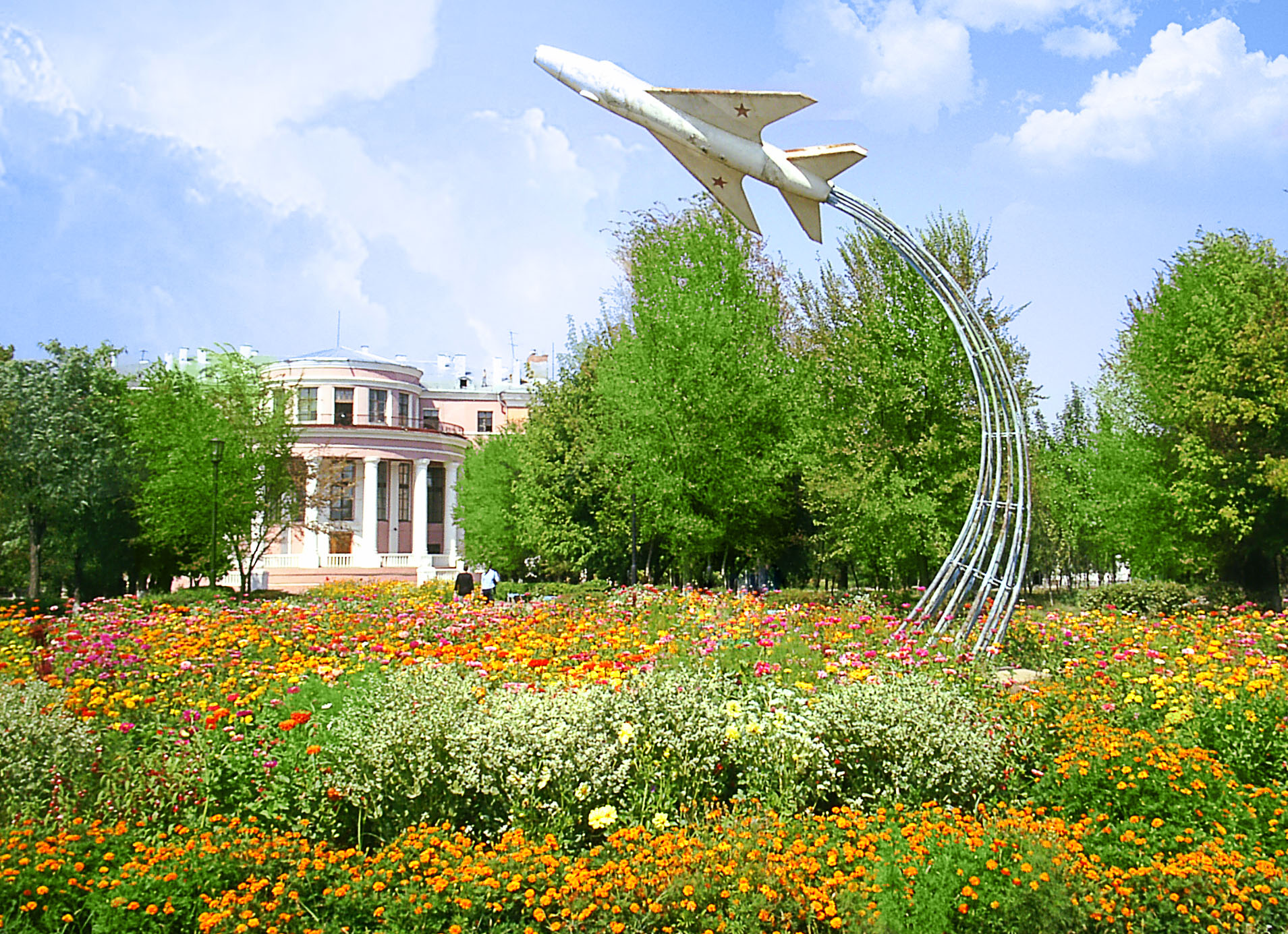

阿赫图宾斯克（俄语：Ахту́бинск）是俄罗斯阿斯特拉罕州的一个镇，位于阿赫图巴河畔，人口约3.8万（2017年）。
48°17′N 46°10′E / 48.28°N 46.17°E